# Schloss Rohlau

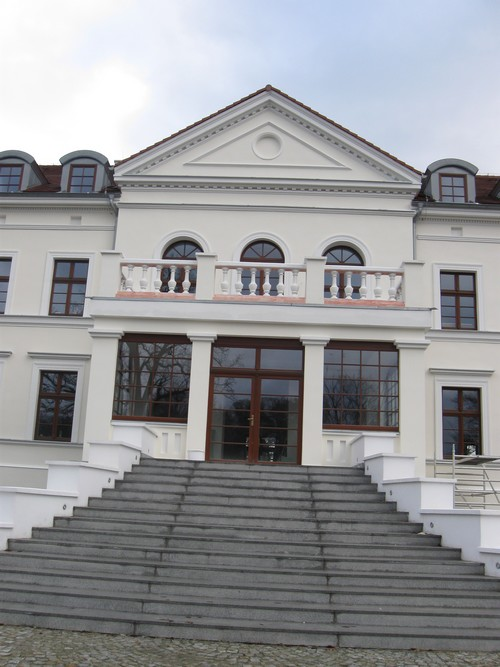
Schloss Rohlau

Das Herrenhaus Rulewo (polnisch Pałac w Rulewie) befindet sich in Rulewo in der polnischen Woiwodschaft Kujawien-Pommern.

## Geschichte
Im Gebiet der Komturei Schwetz des Deutschen Ordens sind die Hirszgonen 1385 die ersten bekannten Besitzer, denen mehrere andere Adelsfamilien folgten. Zwischen 1466 und 1772 folgen polnische Adelsfamilien oder deutsche, die im Land verblieben waren und nun zumindest ihren Namen polonisierten, wie die Kosbud-Pawlowski, die 1735 Rohlau besaßen. Letztere stammten von der schlesischen Familie Kospoth ab. In der zweiten Hälfte des im 18. Jahrhundert errichteten die Pawlowskis ein Herrenhaus mit Hauskapelle. 1828 erwarb Rudolf Gustav Theodor Maercker das Gut und ließ Ende der 1890er Jahre das Herrenhaus erbauen. Heute ist das Herrenhaus ein Hotel. Die Maerckers bauten neben dem Schloss ein Sägewerk, eine Schmiede, eine Brennerei und sogar ein Kraftwerk – die meisten dieser Anlagen sind bis heute erhalten geblieben.

## Bauwerk
Der zweigeschossige Putzbau ist durch einen Dreiecksgiebel über der dreiachsigen Mittelteil betont. Der dreiachsige Mittelteil ist durch Freitreppe, Säulenvorhalle und Balkon zum Garten vorgezogen.